# Drei Juwelen (Jainismus)
Die Drei Juwelen entsprechen im Jainismus den drei Säulen, auf denen das gesamte jainistische Lehrgebäude ruht. Sie wurden von Mahavira als Grundsätze verkündet, die als sukzessive Schritte verstanden werden, dabei jedoch ineinander greifen und sich gegenseitig bedingen. Diese Grundsätze fassen die Voraussetzungen zusammen, die zum erfolgreichen Beschreiten des jainistischen Praxisweges für notwendig erachtet werden. Als solche sind sie im Jainismus unabdingbar für das Erreichen des in dieser Lehre angestrebten Heilszieles: die endgültige Befreiung aus dem leidvollen Kreislauf der Wiedergeburten (moksha).

## Drei Juwelen
- „Rechte Wahrnehmung“ (samyak darshan) umfasst das Vertrauen des Schülers in den Wahrheitsgehalt der jainistischen Lehren sowie dessen Bereitschaft, die Schriften zu studieren, zu überprüfen, Unterweisungen anzunehmen, zu reflektieren und praktisch umzusetzen. Er soll lernen, wahres von falschem Wissen zu unterscheiden, um sich von allem Aberglauben zu befreien und ein klares Bewusstsein für die Wirklichkeit zu erlangen, was ihn dazu befähigt, gezielt den Weg zur Erlösung beschreiten zu können.
- „Rechtes Wissen“ (samyak jnan) bezieht der Schüler aus einer tieferen Einsicht, die auf unmittelbarer Erfahrung beruht. Ein in meditativer Schau angeeignetes Verständnis der vermittelten Lehrinhalte führt diese über den Status der reinen Theorie hinaus. Die Lehrsätze bestätigen sich somit im eigenen Erleben und dadurch festigt sich die Überzeugung des Schülers, auf dem richtigen Weg zu sein. Er sieht die Dinge wie sie sind.
- „Rechte Lebensweise“ (samyak charitra) bedeutet ethisches Handeln, insbesondere die Einhaltung der fünf jainistischen Gelöbnisse (vratas): (1) Gewaltlosigkeit (ahimsa), (2) Wahrhaftigkeit (satya), (3) Ehrenhaftes Handeln (asteya), (4) Enthaltsamkeit (brahmacharya) und (5) Besitzlosigkeit (aparigraha).

Nur die Umsetzung aller drei Grundsätze führt laut Mahavira zum Erfolg. Die Einhaltung nur einer dieser Richtlinien, ohne dabei die anderen in gleichem Maße zu berücksichtigen, ruft dagegen eine Unausgewogenheit hervor und wirkt dem angestrebten Ziel entgegen.